# Національна система конфіденційного зв'язку
Національна система конфіденційного зв'язку (України) — сукупність спеціальних телекомунікаційних систем (мереж) подвійного
призначення, які за допомогою криптографічних та/або технічних засобів забезпечують обмін конфіденційною інформацією в інтересах органів державної влади та органів місцевого самоврядування, створюють належні умови для їх взаємодії в мирний час та у разі введення надзвичайного і воєнного стану.

## Сутність
Абонентами цієї системи можуть бути як державні, так і комерційні структури, юридичні та фізичні особи.
Однією з особливостей даної системи є те, що вона створюється як система подвійного призначення. Цей принцип полягає у тому, що у мирний час мережі даної системи можуть використовуватися організаціями для передачі сучасними видами зв'язку конфіденційної інформації в інтересах як органів державної влади, так і інших юридичних осіб, у тому числі суб'єктів фінансово-економічної сфери. В особливий період та у разі виникнення надзвичайних ситуацій ресурс даної системи буде задіяний для передачі конфіденційної інформації в інтересах національної безпеки та оборони держави.

## Забезпечення
Забезпечення роботи системи в Державній службі спеціального зв'язку та захисту інформації покладається на:
- Департамент стратегії розвитку спеціальних інформаційно-телекомунікаційних систем,
- Департамент спеціальних інформаційно-телекомунікаційних систем,
- Державне підприємство «Українські спеціальні системи».

## Завдання системи
Створення та розвиток НСКЗ дозволяє вирішувати наступні стратегічні питання, а саме:
- забезпечити надійний захист службової інформації відповідно до вимог законодавства;
- створити передумови інтеграції розподілених інформаційних ресурсів та інформаційно-аналітичних систем органів державної влади різного рівня державного управління, в яких циркулює службова інформація;
- забезпечити можливість інформаційної взаємодії між інформаційно-аналітичними системами органів державної влади різного рівня державного управління;
- забезпечити надійний обмін службовою інформацією між абонентами системи[2].